# Bingel-Reaktion
Die Bingel-Reaktion, auch Bingel-Hirsch-Addition, ist eine Reaktion zur Funktionalisierung von Fullerenen. Durch Reaktion mit einem stabilisierten Halo-Carbanion wird ein Cyclopropanring aufgebaut. Die Reaktion wurde 1993 erstmals von Carsten Bingel publiziert.

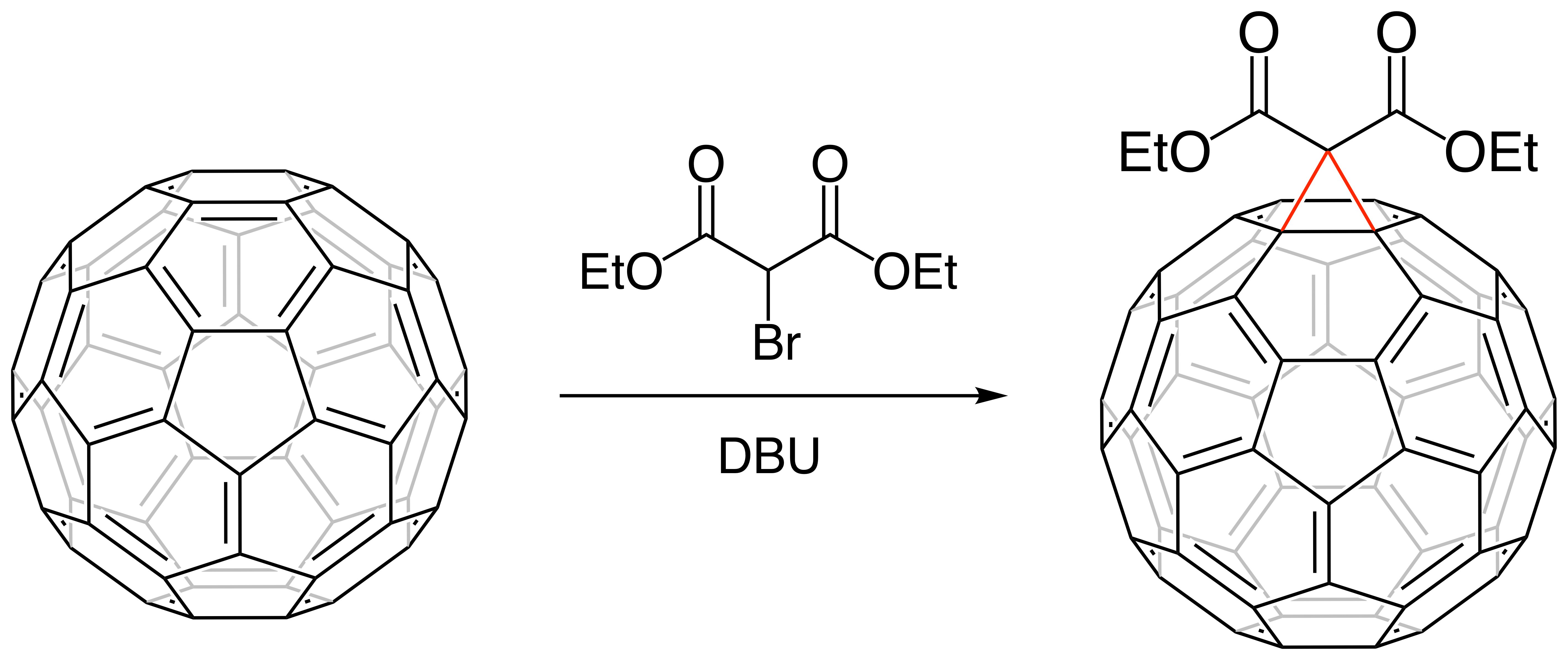

## Mechanismus
Mit einer Base wie DBU oder Natriumhydrid wird ein stabilisiertes Halo-Carbanion gebildet. Als Substrate dafür eignen sich Brommalonsäurediethylester, 2-Chloracetessigsäuremethylester, ω-Bromacetophenon oder Desylchlorid. Das so gebildete Anion greift eine der elektronenarmen 6,6-Doppelbindungen des Fullerens an. So wird am Fulleren ein Anion generiert, welches eine intramolekulare SN2-Reaktion durchläuft und so die Cyclopropanstruktur bildet.

## Retro-Bingel-Reaktion
Die Rückreaktion der Bingel-Reaktion, also das Entfernen einer Cyclopropanstruktur von einem Fulleren, ist als Retro-Bingel-Reaktion bekannt. Diese kann elektrochemisch oder mit amalgamiertem Magnesium durchgeführt werden.

## Externe Links zu erwähnten Verbindungen
1. ↑  Externe Identifikatoren von bzw. Datenbank-Links zu Brommalonsäurediethylester:  CAS-Nr.: 685-87-0, EG-Nr.: 211-683-1, ECHA-InfoCard: 100.010.622, PubChem: 69637, ChemSpider: 62838, Wikidata: Q72469210.
2. ↑  Externe Identifikatoren von bzw. Datenbank-Links zu 2-Chloracetessigsäureethylester:  CAS-Nr.: 609-15-4, EG-Nr.: 210-180-4, ECHA-InfoCard: 100.009.256, GESTIS: 10410, PubChem: 11858, ChemSpider: 11365, Wikidata: Q72473475.
3. ↑  Externe Identifikatoren von bzw. Datenbank-Links zu Desylchlorid:  CAS-Nr.: 447-31-4, EG-Nr.: 207-181-7, ECHA-InfoCard: 100.006.530, PubChem: 95343, ChemSpider: 86040, Wikidata: Q69754370.